# Шеннон (южнокорейская певица)
Шеннон Аррон Уильямс Лис (кор. 샤넌 아름 윌리엄스; англ. Shannon Arrum Williams Lees род. 26 мая 1998), наиболее известна под своим мононимом Шеннон или Шаннон (англ. Shannon; кор. 샤넌, Сянон) — британско-южнокорейская певица, живущая в Южной Корее. В данный момент находится под контрактом с лейблом DAP Sound (который принадлежит агентству MBK Entertainment).

## Биография
Отец Шеннон, Крис Уильямс Лис — валлиец. Её мать, Джунгми Ким — кореянка. По-корейски её имя читается как Арым (кор. 아름).
Также Шаннон известна под своим псевдонимом Шеннон Пикс, под которым выступала на корейском телешоу Star King, транслировавшемся на канале SBS . По её словам, первоначально она хотела использовать Шеннон Пикс в качестве основного псевдонима, вместо «Шеннон Уильямс».
В возрасте семи лет, обучаясь в Великобритании в Sylvia Young Theatre School, Шеннон получила роль Козетты в музыкальном спектакле «Отверженные».

## Карьера

### Пре-дебют
В 2010 году Шеннон уехала в Южную Корею, где участвовала в шоу SBS Star King. На шоу она показала свои певческие способности, которые привлекли к ней внимание в 2011 году.
Шеннон подписала предварительный контракт с Core Contents Media в 2011 году и смогла добиться подписания контракта с этим лейблом.
Ещё до дебюта Шеннон выпустила альбом Day and Night совместно с Арым (бывшей участницей T-ara) и Гун-жи (Gavy NJ) в 2012 году.
В 2013 году Шеннон была приглашена в группу F-ve Dolls. Тем не менее, в июле 2013 года, прежде чем Шаннон дебютировала с F-ve Dolls, приглашение было отозвано. Причина заключалась в том, что она хотела быть похожей на своего кумира — певицу БоА.
Core Contents media заявили, что разработали план дебюта Шеннон в качестве сольной артистки, который должен был реализоваться в течение 1-2 лет обучения.
23 ноября 2013 года Шеннон появилась в образе IU в эпизоде шоу JTBC «Hidden Singer 2» и ей удалось попасть в финальный раунд.

### 2014: Дебют сDaybreak Rain
18 января 2014 года она выступила с синглами IU Good Day и Бейонсе Listen в раунде King of King шоу «Hidden Singer 2» канала JTBC, но в финал пробиться ей не удалось.
29 января 2014 года она выпустила новый сингл под названием Remember You при участии Джонкука из группы SPEED.
12 февраля 2014 года Шаннон и Дани выступили с синглом «Let It Go» из мультфильма «Холодное сердце» и синглом Рианны Diamonds в шоу-концерте Speed Day группы SPEED на канале SBS MTV.
1 декабря 2014 года Шеннон выпустила свой дебютный сингл Daybreak Rain, занявший 32 место в медиа-чарте Gaon. 26 декабря 2014 года совместно с Васко и Гирибой она выпустила сингл Breath.

### 2015—настоящее:Eighteen, драмаMoorim School
5 марта 2015 года Шаннон анонсировала выпуск своего первого мини-альбома под названием «Eighteen» и сингла Why Why.
17 сентября 2015 года стало известно, что Шаннон получила роль в драме «Moorim School», премьера которой состоялась 11 января 2016 года. Роль в «Moorim School» стала первой актёрской работой Шаннон в Корее.
3 марта 2016 года Шеннон выпустила сингл/а-сайд «Lachrymal Gland», записанный совместно с Soheechan в рамках проекта 2gether.
Также она в настоящее время снимается в реалити-шоу K-pop Star 6.

## Личная жизнь
Имеет двух сводных братьев — Кристиана и Джона Лиса (англ. Jonah Lees, Christian Lees) от предыдущего брака отца. Оба они являются актёрами и музыкантами.

## Дискография

### Мини-альбом
| Название                                                                           | История релиза                                                                                         | Высшая позиция в чартах | Продажи     |
| Название                                                                           | История релиза                                                                                         | KOR                     | Продажи     |
| ---------------------------------------------------------------------------------- | --- | ----------------------- | ----------- |
| Eighteen                                                                           | - Выпущен: 5 марта 2015 - Лейбл: MBK Entertainment, Universal Music - Формат: CD, цифровая дистрибуция | 17                      | - KOR: 794+ |
| «—» означает, что релиз не попал в чарты или не был выпущен в определённой стране. | |                         |             |

### Синглы
| Год  | Название        | Высшая позиция в чартах | Продажи | Альбом   |
| Год  | Название        | KOR                     | Продажи | Альбом   |
| Год  | Название        | Gaon                    | Продажи | Альбом   |
| ---- | --------------- | ----------------------- | ------- | -------- |
| 2014 | «Daybreak Rain» | 32                      | 66,255+ | Eighteen |
| 2015 | «Why Why»       | 100                     | 14,713+ | Eighteen |

### Коллаборации и саундтреки
| Год  | Песня                      | Альбом                          | Примечания                                                      |
| ---- | -------------------------- | ------------------------------- | --------------------------------------------------------------- |
| 2012 | «My Love»                  | Together                        | вместе с песней Yangpa                                          |
| 2012 | «Day and Night (Love All)» | Day and Night                   | Совместно с Areum, бывшей участницей T-ara, и Gun-ji из Gavy NJ |
| 2014 | «Remember You»             | Remember You                    | Совместно с Jongkook из SPEED                                   |
| 2014 | «Breath»                   | Breath                          | Совместно с Vasco и Giriboy                                     |
| 2015 | «Remember and Love»        | Shine or Go Crazy OST           | Сольно                                                          |
| 2015 | «Love X Go Away»           | Falling                         | Совместно с Yook Ji-dam                                         |
| 2016 | «Lachrymal Gland»          | 혜이니 (Heyne) — 2getherProject | Совместно с Soheechan                                           |

## Фильмография

### Телевизионные драмы
| Год  | Название      | Канал | Роль   | Примечания |
| ---- | ------------- | ----- | ------ | ---------- |
| 2016 | Moorim School | KBS2  | Шеннон |            |

### Реалити-шоу
| Год                  | Название                                             | Эпизоды            |
| -------------------- | ---------------------------------------------------- | ------------------ |
| 2010-2011, 2013—2014 | Star King                                            | 172, 198, 392, 393 |
| 2013-2014            | Hidden Singer 2                                      | 7, 14-16           |
| 2014                 | Hidden Singer 3                                      | 10, 15             |
| 2015                 | Immortal Songs 2                                     | 185                |
| 2015                 | Charles the Next Door Neighbor                       | 6-9, 28            |
| 2015                 | 2015 Autumn Season Idol Star Athletics Championships | 1-2                |

### Мюзиклы
| Год  | Название     | Роль         |
| ---- | ------------ | ------------ |
| 2008 | Оливер Твист | Оливер Твист |
| 2009 | Отверженные  | Козетта      |

## Видеография

### Музыкальные видео
| Год  | Название      | Длительность | Примечания                                     |
| ---- | ------------- | ------------ | ---------------------------------------------- |
| 2012 | Day and Night | 3:34         | Совместно с T-ARA’s из Areum и Gavy NJ’s Gunji |
| 2014 | Remember You  | 4:32         | Совместно с Speed’s Jungkook                   |
| 2014 | Daybreak Rain | 3:57         |                                                |
| 2014 | Breath        | 3:49         | Совместно с Vasco и Giriboy                    |
| 2015 | Why Why       | 5:49         |                                                |